# Língua caimbé
O caimbé ou kaimbé foi uma língua indígena brasileira falada pelos índios caimbés / Kaimbé na Bahia. É uma língua ainda não classificada, em processo de resgate histórico.

## Vocabulário coletado por Wilbur Pickering no ano 1961 em Massacará,Euclides da Cunha, estado daBahia(em Meader 1978):[1]e, posteriormente, novas palavras coletadas por grupo de pesquisa indígena.
| Português               | Kaimbé           |
| ----------------------- | ---------------- |
| fogo                    | ˈlumi            |
| sol                     | y'okô            |
| chuva                   | ma-i'ara         |
| chuva boa               | ma-'iarênek      |
| bom dia                 | enêk-o'ema       |
| boa tarde               | enêk-a'atu       |
| boa noite               | enêk-pituna'katu |
| fumo                    | buzʌ̨             |
| mulher                  | xyadaká          |
| menina (mulher criança) | xyadamã'ãn       |
| ave, (tipo aracuão?)    | kwakwι           |
| barraco                 | toˈkaya          |
| homem                   | mokyxé           |
| menino (homem criança)  | mokymi'yn        |
| caça (gambá?)           | koˈřoa           |
| deus                    | ˈmeutipʌ̨         |
| rede                    | kiˈsε            |
| é (verbo)               | bykaxaká         |